# Interpolacja kwadratowa
Interpolacja kwadratowa – szczególny przypadek interpolacji wielomianowej za pomocą wielomianu drugiego stopnia.

## Wzór interpolacyjnyStirlinga
Jeśli dla funkcji kwadratowej {\displaystyle f} (rząd = 2) znane są 3 punkty (liczba węzłów =  rząd funkcji + 1) równo odległe od siebie (kroku {\displaystyle h\neq 0,} różnice centralne):
{\displaystyle y_{-1}=f(x_{0}-h),}
{\displaystyle y_{0}=f(x_{0}),}
{\displaystyle y_{+1}=f(x_{0}+h),}
wówczas wzór wielomianu kwadratowego przechodzącego przez powyższe 3 punkty (węzły) otrzymujemy:
{\displaystyle f(x)=y_{0}+{\frac {y_{+1}-y_{-1}}{2}}\cdot {\frac {x-x_{0}}{h}}+{\frac {y_{+1}-2y_{0}+y_{-1}}{2}}\cdot \left({\frac {x-x_{0}}{h}}\right)^{2}.}

## Rozwiązanie za pomocą układu równań
Mając 3 punkty:
{\displaystyle y_{1}=f(x_{1}),}
{\displaystyle y_{2}=f(x_{2}),}
{\displaystyle y_{3}=f(x_{3}),}
mamy znaleźć wzór funkcji kwadratowej
{\displaystyle f(x)=ax^{2}+bx+c,}
czyli obliczyć współczynniki: {\displaystyle a,} {\displaystyle b} i {\displaystyle c.}
Tworzymy układ 3 równań liniowych z 3 niewiadomymi i go rozwiązujemy.